# 史克威尔的汤姆·索亚
《史克威尔的汤姆·索亚》是由以最终幻想知名的史克威尔开发，并于1989年发行的红白机平台电子角色扮演游戏。游戏直接参照马克·吐温的著名小说《汤姆·索亚历险记》。

## 玩法
《史克威尔的汤姆·索亚》零散反映了传统日式RPG。游戏横向卷轴界面使游戏不如大多数RPG开放，和《勇者斗恶龙》与《最终幻想》不同，游戏没有世界地图。游戏沿用了传统战斗系统，角色在战斗中的表现取决于数字量化的生命值、力量和速度。角色通过战斗胜利获得经验值，继而提升角色能力值。虽然《史克威尔的汤姆·索亚》道具量非常大，但没有装备系统，角色空拳和怪兽作战。

## 情节
《史克威尔的汤姆·索亚》设定于1855年密西西比河上虚构的密苏里州圣彼得堡镇（以吐温同年家庭汉尼拔为原型）。游戏使用小说中的石灰涂白建筑，并保留了大多数主角。汤姆·索亚、哈克·费恩、吉姆、印第安·乔、波利姨妈和西德都有登场，但贝基·撒切尔被换为一名叫“艾米”的女孩，可能是汤姆的前女友艾米·劳伦斯。游戏主要围绕汤姆寻宝的故事。

## 开发
《史克威尔的汤姆·索亚》由以最终幻想作曲闻名的植松伸夫配乐，评论称他在游戏中融入的“景色”比之前作品更多。伊藤裕之担任《汤姆·索亚》的主设计师，他后来成为了《最终幻想IV》即时战斗系统的设计师。

## 评价与影响
日本杂志《Fami通》给游戏打出24/40分，称游戏新系统用电影意识制作。
游戏从未在日本外本地化，西方媒体强调游戏的种族主义问题。IGN称这是电子游戏中种族主义的一例，1UP.com提到其“可怕的陈规旧习”，UGO在2010年将其列为游戏史上第4大种族主义电子游戏。有文章指出游戏中黑人的黑脸大嘴唇写照特点。